# IC 1683
IC 1683 — галактика типу Sc (компактна спіральна галактика) у сузір'ї Андромеда.
Цей об'єкт міститься в оригінальній редакції індексного каталогу.